# 胡泰 (萬曆進士)
胡泰（1550年—？），字道安，江西撫州府臨川縣人，民籍，明朝政治人物。

## 生平
嘉靖四十三年（1564年）甲子科江西鄉試第三十九名，萬曆五年（1577年）丁丑科會試第一百七十一名，登二甲第五十四名進士。官刑部主事。

## 家族
曾祖胡子浩；祖父胡瑞玉；父胡僑，曾任恩例冠帶。前母饒氏；母甘氏。具庆下。